# Batrachorhina albostrigosa
Batrachorhina albostrigosa är en skalbaggsart som först beskrevs av Leon Fairmaire 1893.  Batrachorhina albostrigosa ingår i släktet Batrachorhina och familjen långhorningar. Inga underarter finns listade.